# История на Бангладеш
Историята на Бангладеш до средата на 20 век е тясно свързана с тази на Бенгал – по-обширна историческа област, включваща части от съвременна Индия.
Най-старите данни за човешко присъствие в региона са от началото на 2 хилядолетие пр.н.е., когато там съществува халколитна култура. Бенгалският език се оформя като самостоятелен през 7 век, а отделна бенгалска литература се оформя през 11 век.

## Ранна история
По времето на първите заселници от каменно-медната епоха, Бангладеш е източната част на делтата на река Банг, където реките Ганг и  Брахмапутра се вливат в Бенгалския залив в Индийския океан. Предполага се, че първите заселници са говорили австро-азиатски езици, а по-късно там се установяват и дравидски и тибето-бирмански етнически групи.
По време на индоарийското завоюване на Индия в началото на 1 хилядолетие пр.н.е. в Бенгал съществуват няколко предарийски държави – Ванга, Пундра, Шухма. Те имат развита култура и провеждат военни и търговски експедиции по море, достигащи до Суматра, Ява и Сиам. Според шриланкийския епос Махавамса, в средата на 6 век пр.н.е. Шри Ланка е завладяна от Виджая Сингха, принц от държавата Ванга, който дава на страната името Синхала и става нейният пръв владетел.
След 7 век пр.н.е. западните части на днешен Бангладеш влизат в състава на Магадха, но страната е окончателно завладяна от арийците едва след 5 век пр.н.е. при династията Нанда. По времето на походите на Александър Македонски през 4 век пр.н.е. Бенгал изглежда е център на държавата Гангаридай, заплахата от сблъсък с която става една от причините за спиране на македонското настъпление в Индия. След това регионът е част от държавите Мауря и Шунга.

## Средни царства
През 3 – 6 век Бенгал е част от империята Гупта и от държавата на Харша. След нейното разпадане местният владетел Шашанка създава краткотрайно царство, което често е сочено за първото общобенгалско държавно образувание. След период на безредици, Бенгал става център на будистката империя Пала (8 – 11 век), последвана от индуистката династия Сена (11 – 13 век).

## Ислямски държави
Въпреки че ислямът е разпространен в Южна Азия от 9 век, за пръв път прониква в Бенгал през 12 век с установяването там на арабски търговци и суфистки мисионери, но широкото му разпространение идва с налагането на властта на мюсюлмански владетели. През 1204 година тюркският военачалник Мухаммад Бахтияр Халджи разгромява войските на Сена и завладява големи части от Бенгал. През следващите столетия страната се управлява от няколко влиятелни мюсюлмански и индуистки земевладелски рода, един от които за известно време образува Бенгалския султанат (14 – 16 век) на територията на част от Бенгал. Архитектурен паметник от тази епоха е Историческият град на джамиите Багерхат, включен в Списъка на световното наследство на ЮНЕСКО. През 16 век Бенгал е присъединен към Моголската империя и град Дака се превръща във важен моголски административен център.
Първите португалски търговци достигат до Бенгал по море от своя опорен пункт Гоа през 1517 година. През 1537 година им е разрешено да се установят трайно в Читагонг, а през 1577 година получават разрешение да строят трайни селища и църкви в Бенгал.
През 18 век Моголската империя е унищожена от индуистката империя Маратха, като между 1742 и 1751 година Бенгал е подложен на тежки опустошения от войските на маратхите. Моголският набаб, превърнал се в самостоятелен владетел, е принуден да сключи мир с Маратха, отстъпвайки Ориса и части от Западен Бенгал и принуждавайки се да плаща тежък данък. Въпреки това войните между Маратха и мюсюлманските държави продължават и Бенгал отново е подложен на нападения.

## Британска Индия
През 1757 година набабът на Бенгал влиза в конфликт с британците и, въпреки съюза си с Франция, е разгромен в битката при Пласи, а Бенгал е анексиран от Британската източноиндийска компания.
След нападения на маратхите през 60-те години на 18 век британците прекратяват изплащането на данък на Маратха и периодичните набези на маратхите в Бенгал продължават до техния разгром в Англо-маратхийските войни, продължили до 1818 година.
След Индийското въстание от 1857 година властта в Индия преминава от Британската източноиндийска компания към британската корона, като в Бенгал е назначен вицекрал със седалище в Калкута. Ислямският елит не е съгласен с британските закони и организира няклко бунта. Това става причина за разделяне на Бенгал на две части през 1905 г. – западна с център Калкута и източна с център Дака, но през 1911 година това разделение е премахнато в съответствие с настъпилите законови промени между 1909 и 1911 г. за регионално самоуправление на страните от индийския регион.

## Източен Пакистан и независимост
При оттеглянето на британците от Индийския субконтинент през 1947 година са образувани две нови независими държави, разделени на религиозен принцип – Индия с предимно индуистко население и Пакистан с предимно мюсюлманско население. Бенгал също е разделен на две части, като източната, по-късно наречена Източен Пакистан, става част от Пакистан, чиято територия включва още и области в срещуположния край на субконтинента и отделени от Източен Пакистан с 1700 km индийска територия.
Източен и Западен Пакистан, макар и обединени от исляма, имат различни езици и традиции. Въпреки сходната демографска и стопанска тежест на двете области, държавното управление и армията са в голяма степен доминирани от висшите класи на Западен Пакистан. Това започва да създава напрежение между двете части на страната, сред първите признаци на което е Бенгалското езиково движение, възникнало през 1952 година. През 60-те години партията Бенгалска народна лига се обявява за автономия на областта и влиза в остри сблъсъци с централното правителство. Напрежението силно нараства през 1970 година, когато при опустошителния циклон Бхола в Източен Пакистан загиват половин милион души, а спечелилата изборите Народна лига не е допусната до управлението.
В началото на 1972 година пакистанското правителство арестува водачите на Народната лига и организира масови репресии, при които загиват около 30 хиляди души. В отговор Народната лига създава в Калкута правителство в изгнание. Последвалата Бангладешка освободителна война продължава до декември, когато Индия се намесва на страната на Източен Пакистан и Пакистан е принуден да признае независимостта на областта под името Бангладеш.
След отделянето на Бангладеш управлението на страната е поето от Народната лига и нейния дългогодишен лидер Муджибур Рахман, който скоро установява еднопартиен социалистически режим. През 1973 – 1974 година страната е обхваната от масов глад. През 1975 година Рахман е убит, но режимът се запазва още няколко години, управлявайки при военно положение. През 1977 година на власт идва генерал Зиаур Рахман, който основава своя Бангладешка националистическа партия и донякъде либерализира политическия и стопанския живот. Той е убит от военните през 1981 година. От 1982 до 1990 година страната управлява генерал Хусейн Мухамад Ершад. През 1990 година е възстановено демократичното управление, като начело на страната неколкократно се сменят кабинети на Народната лига и Националистическата партия.